# Platino
El platino es un elemento químico de número atómico 78, situado en el grupo 10 de la tabla periódica de los elementos. Su símbolo es Pt. Se trata de un metal de transición blanco grisáceo, precioso, pesado, maleable y dúctil. Es resistente a la corrosión y se encuentra en distintos minerales, frecuentemente junto con níquel y cobre; también se puede encontrar como metal. Se emplea en joyería, equipamiento de laboratorio, contactos eléctricos, empastes y catalizadores de automóviles.
El platino pertenece al grupo del platino de los elementos y al grupo 10 de la tabla periódica de los elementos. Tiene seis isótopos naturales. Es uno de los elementos más raros en la corteza terrestre, con una abundancia media de aproximadamente 5 μg/kg. Se encuentra en algunos minerales de níquel y cobre junto con algunos yacimientos de nativos, principalmente en Sudáfrica, que representa el ~80 % de la producción mundial. Debido a su escasez en la corteza terrestre, sólo se producen unos pocos cientos de tonelada al año y, dados sus importantes usos, es muy valioso y constituye una de las principales materias primas de metales preciosos.
El platino es uno de los metales menos reactivos. Presenta una notable resistencia a la corrosión, incluso a altas temperaturas, por lo que se considera un metal noble. En consecuencia, el platino se encuentra a menudo sin combinar químicamente como platino nativo. Dado que se encuentra de forma natural en el arena aluvial de diversos ríos, fue utilizado por primera vez por los nativos sudamericanos precolombinos para producir artefactos. Ya en el siglo XVI se mencionaba en escritos europeos, pero no fue hasta que Antonio de Ulloa publicó en 1748 un informe sobre un nuevo metal de origen colombiano que comenzó a ser investigado por los científicos.
El platino se utiliza en convertidores catalíticos, equipos de laboratorio, contactos eléctricos y electrodos, termómetros de resistencia de platino, equipos de odontología y joyería. El platino se utiliza en la industria del vidrio para manipular el vidrio fundido, que no «moja» el platino. Como metal pesado, provoca problemas de salud al exponerse a su sal; pero debido a su resistencia a la corrosión, el platino metálico no se ha relacionado con efectos adversos para la salud. Los compuestos que contienen platino, como cisplatino, oxaliplatino y carboplatino, se aplican en quimioterapia contra ciertos tipos de cáncer. 
El platino puro es actualmente menos caro que el oro puro, habiéndolo sido ininterrumpidamente desde 2015, pero ha sido dos veces más caro o más, sobre todo antes de 2008. A principios de 2021, el valor del platino oscilaba entre 1055 y 1320 dólares por onza troy.

## Historia

### Primeros usos
Los arqueólogos han descubierto rastros de platino en el oro utilizado en los entierros del antiguo Egipto ya en el 1200 a. C.. Por ejemplo, se descubrió que una pequeña caja del entierro de Shepenupet II estaba decorada con jeroglíficos de oro y platino. Sin embargo, el grado de conocimiento del metal por parte de los primeros egipcios no está claro, ya que es muy posible que no reconocieran que había platino en su oro.
El metal fue utilizado por americanos precolombinos cerca de la actual Esmeraldas (Ecuador) para producir artefactos de una aleación de oro blanco y platino. Los arqueólogos suelen asociar la tradición de trabajar con platino en América del Sur con la cultura La Tolita (alrededor del 600 a. C.-200 d. C), pero las fechas y la ubicación precisas son difíciles de establecer, ya que la mayoría de los artefactos de platino de la zona se compraron de segunda mano a través del comercio de antigüedades en lugar de ser obtenido por excavación directa. Para trabajar el metal, combinaron polvos de oro y platino mediante sinterización. La aleación de oro y platino resultante sería lo suficientemente blanda para moldearla con herramientas. El platino utilizado en tales objetos no era el elemento puro, sino una mezcla natural de los metales del grupo del platino, con pequeñas cantidades de paladio, rodio e iridio.

### Descubrimiento europeo
La primera referencia escrita aparece en el siglo XVIII, en la obra del español  Antonio de Ulloa, Relación Histórica del Viaje a la América Meridional, publicado en 1748.  En esta obra  se indica que se encuentra en los lavaderos de oro del Chocó (Colombia), y que era imposible de fundir con los medios de los que se disponía entonces. El nombre del elemento se refiere a que su color es parecido al de la plata.
El estudio detallado de las propiedades de este elemento fue realizado por químicos ingleses, especialmente William Watson, William  Brownrigg y William Lewis.  Los químicos franceses 1758, Pierre Joseph Macquer y Antoine Baumé demostraron que podía fundirse, utilizando un gran espejo cóncavo que concentraba el calor en el foco. Su purificación hasta hacerlo maleable fue conseguida en 1783 por Pierre-François Chabaneau, químico francés que trabajaba para la Corona española. En 1822, el platino fue encontrado también en los montes Urales (Rusia), y más tarde en Canadá y Sudáfrica.

## Usos y aplicaciones
El platino se utiliza en múltiples y esenciales aplicaciones, mientras que nuevos usos para el platino se desarrollan constantemente.
- Joyería: Estuvo muy de moda en los años 1930 y 1940 en la joyería art-decó. En 2006, la demanda de platino para joyería representó el 25 % de la demanda total de platino. Este metal precioso es altamente valorado por su belleza y pureza, junto con sus particulares propiedades, en Europa y los Estados Unidos su pureza normal es del 95 % aunque en otros países puede decaer hasta el 85 %.
  - Decoración: En la industria musical, es común que las asociaciones y/o sellos discográficos entreguen "Discos de platino" por alcanzar cifras de ventas específicas de un álbum o sencillo, constando casi siempre de una placa incrustada con un disco de vinilo bañado en platino.

- Catalizadores para vehículos: el platino, junto con el paladio y el rodio, son los principales componentes de los catalizadores que reducen en los vehículos las emisiones de gases como hidrocarburos, monóxido de carbono u óxido de nitrógeno. Los catalizadores convierten la mayor parte de estas emisiones en dióxido de carbono, nitrógeno y vapor de agua, que resultan menos dañinos. Este es el segundo sector de mayor uso de platino, alcanzando el 51 % de la demanda total de platino en 2006.

- Eléctrica y electrónica: el platino se usa en la producción de unidades de disco duro en ordenadores y en cables de fibra óptica. El uso cada vez mayor de ordenadores personales seguirá teniendo un efecto muy positivo en la demanda de platino en el futuro. Otras aplicaciones del platino incluyen dispositivos (termopares y termistores) que miden la temperatura en las industrias de vidrio, acero y semiconductores, o detectores infrarrojos para aplicaciones militares y comerciales. También se usa en condensador cerámicos multi-capas y en crisoles para cristal.

- Química: el platino se usa en fertilizantes y explosivos como una gasa para la conversión catalítica de amoníaco en  ácido nítrico. También se usa en la fabricación de siliconas para los sectores aeroespacial, automoción y construcción. En el sector de la gasolina es usado como aditivo de los carburantes para impulsar la combustión y reducir las emisiones del motor. Además, es un catalizador en la producción de elementos biodegradables para los detergentes domésticos.

- Vidrio: el platino se usa en equipos de fabricación de vidrio. También se emplea en la producción de plástico reforzado con fibra de vidrio y en los dispositivos de cristal líquido.

- Petróleo: el platino se usa como un catalizador de refinado en la industria del petróleo.

- Usos médicos: el platino se usa en drogas anti-cancerígenas y en implantes. También es utilizado en aparatos de neurocirugía y en aleaciones para restauraciones dentales.

- Bujías: la mayoría de los vehículos en América del Norte usan bujías con filtro de platino. En Europa, los mayores requisitos de durabilidad han llevado a un incremento en la cantidad de platino que se usa en las bujías.

- Nuevas aplicaciones: las baterías de combustible son dispositivos que generan energía eléctrica y que se están desarrollando en la actualidad como alternativa a los motores de combustión interna en los vehículos. La mayor parte de estos dispositivos, aplican tecnologías de membranas de intercambio de protones para producir energía a partir de hidrógeno y oxígeno, utilizando catalizadores de platino. El uso de baterías de combustible presenta ventajas tanto medioambientales como económicas. Son más eficientes en la producción de energía y la contaminación es mínima.

## Características principales

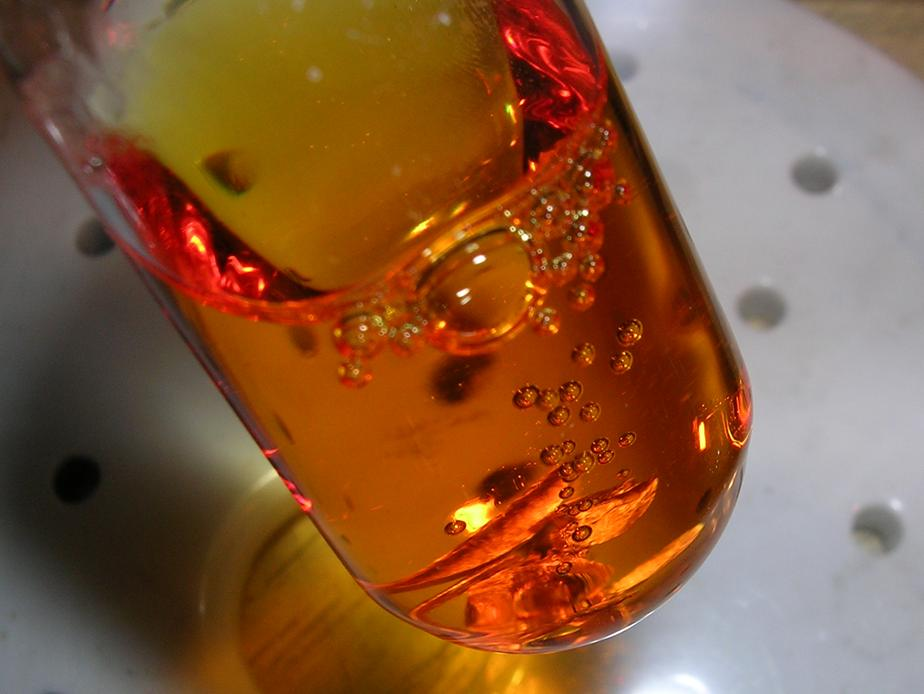
Hilo de platino de 99.95 % de pureza disolviéndose en agua regia (una parte de ácido nítrico y tres de ácido clorhídrico)

Cuando está puro, es de color blanco grisáceo, maleable y dúctil. Es resistente a la corrosión y no se disuelve en la mayoría de los ácidos, aunque es posible disolverlo usando agua regia dando como resultado el ácido cloroplatínico. Es atacado lentamente por el ácido clorhídrico (HCl) en presencia de aire. Se denomina grupo del platino a los elementos rutenio, osmio, rodio, iridio, paladio y platino. Estos elementos son bastante utilizados como catalizadores.
El platino es relativamente resistente al ataque químico, tiene buenas propiedades físicas a temperaturas altas, y también buenas propiedades eléctricas. Esto ha hecho que se utilice en distintas aplicaciones industriales. Por ejemplo, se puede emplear como electrodo, en contactos electrónicos, etc. El platino no se oxida con el aire, pero puede reaccionar, dependiendo de las condiciones, con cianuros, halógenos, azufre, plomo, silicio y otros elementos, así como con algunos óxidos básicos fundidos y ozono.

## Producción

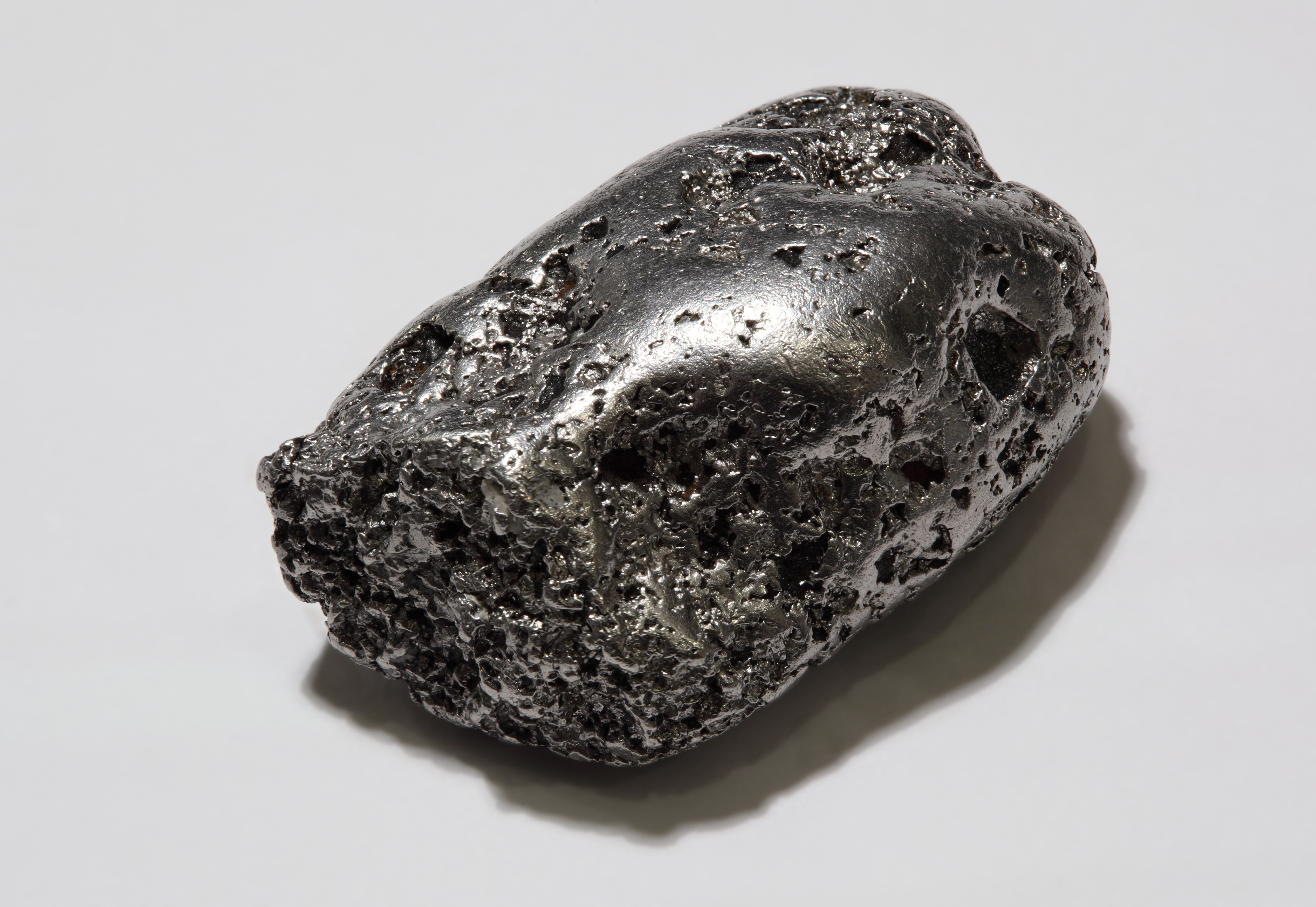
Una pepita de platino nativo (dimensiones: ca. 35×23×14 mm; peso: ca. 112 g) de una mina del macizo de Kondër en el krai de Jabárovsk, Rusia.

Actualmente, Sudáfrica cuenta con las reservas de platino más grandes del mundo (más del 70 % del total mundial), por lo que se ha convertido en su mayor productor y exportador. Rusia y Canadá cuentan con modestas reservas de este metal, y Estados Unidos cuenta con una producción mínima a pesar de sus yacimientos (casi la mitad de los yacimientos canadienses). Solo entre Sudáfrica y Rusia se genera el 90 % de la producción mundial de platino.

## Ubicación
Se encuentra en minas de rocas ígneas en gránulos muy pequeños. La producción mundial de platino, estimada en unas 16 toneladas anuales, se reparte principalmente entre Colombia, Estados Unidos, Sudáfrica, Canadá y los países de la antigua URSS.
Normalmente se encuentra en estado metálico aleado con otros metales de su grupo en forma de pepitas y de escamas y asociado a los minerales de níquel, cobre y cromo fundamentalmente.
Se ha llegado a encontrar una pepita de unos 9,5 kg con casi un 80 % de riqueza en platino y el resto distribuido en metales como iridio, paladio, rodio, osmio, rutenio, oro, etc.
En la naturaleza, generalmente forma parte de los Metales del Grupo del Platino y se encuentra junto a otros metales como el oro, el níquel o el cobre. Los Metales del Grupo del Platino (MGP) son Platino (Pt), Paladio (Pd), Rodio (Rh), Rutenio(Ru), Iridio (Ir) y Osmio (Os). Platino y Paladio son los más importantes del grupo.
| País                      | Toneladas | % del total |
| ------------------------- | --------- | ----------- |
| Sudáfrica                 | 148,03    | 75,8        |
| Rusia                     | 29        | 15          |
| Canadá                    | 7         | 3           |
| Zimbabue                  | 4         | 2           |
| Estados Unidos            | 4         | 2           |
| Total de los cinco países | 192,3     | 97,8        |
| Otros                     | 4,3       | 2,2         |
| Total mundial             | 196,6     | 100         |

Cifras de 2003, incluye metales contenidos en minerales y concentrados, fuente: L'état du monde 2005

## Precauciones
El platino como metal no es muy peligroso, pero sus sales pueden causar varios efectos como:
- Combustiones
- Alteración del ADN
- Cáncer
- Reacciones alérgicas con las mucosas y la piel
- Daños en órganos como el intestino, riñones y médula
- Daños auditivos

Finalmente, un peligro del platino es que este puede causar la potenciación de toxicidad de otros productos químicos peligrosos en el cuerpo humano, como es el selenio.